# Dragestil

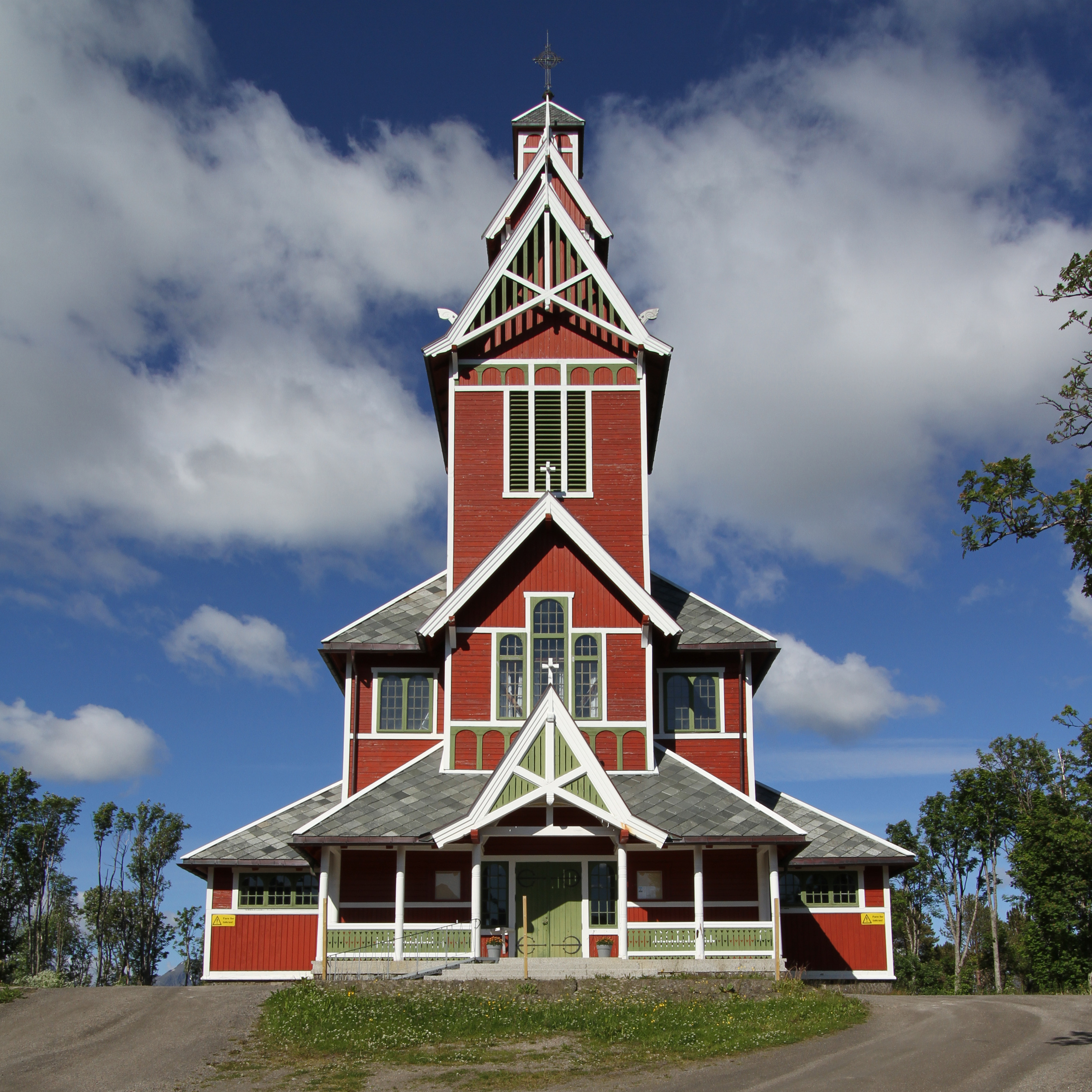
De Buksnes-kerk in Vestvågøy, Noorwegen

Dragestil (Noors voor 'drakenstijl') is een ontwerp- en architectuurstijl die zijn oorsprong vindt in Noorwegen en voornamelijk tussen 1880 en 1910 veelvuldig werd toegepast. Het is een variant van de meer omvattende nationaal-romantische stijl en een uitdrukking van romantisch nationalisme.

## Achtergrond
De komst van de drakenstijl was het resultaat van de eerste bewuste pogingen om een nationale Noorse houten architectuur te creëren. De belangrijkste inspiratiebronnen voor deze stijl waren de Vikingen en middeleeuwse kunst en architectuur van Scandinavië. Ook het behoud van staafkerken en de recente opgraving van historische overblijfselen zoals het Gokstadschip en het Osebergschip waren van invloed op de ontwikkeling van de dragestil. De architecten die zich hiermee bezighielden, maakten hun eigen studiereizen. Ze gingen niet uit van een bepaalde stijl, maar de staafkerken van Urnes en Borgund waren wel belangrijke inspiratiebronnen. Uit het boek dat de Noorse kunsthistoricus Lorentz Dietrichson over staafkerken schreef, werd eveneens inspiratie geput.
De drakenstijl bevatte vaak Noorse motieven, zoals slangen en draken, vandaar de benaming. Andere karakteristieke kenmerken zijn de houten wanden en vaak steile daken en grote dakranden. Drakenkoppen werden vaak op de puntgevels en onderaan de dakranden geplaatst, naar modellen van veel van de staafkerken.
In het begin van de 20e eeuw kwam er een tegenreactie van vooraanstaande architecten. Hierdoor raakte de drakenstijl al snel uit de mode. Wel namen sommige architecten die binnen de Art Noveau-stijl werkten, elementen uit de versieringen over.

## Galerij

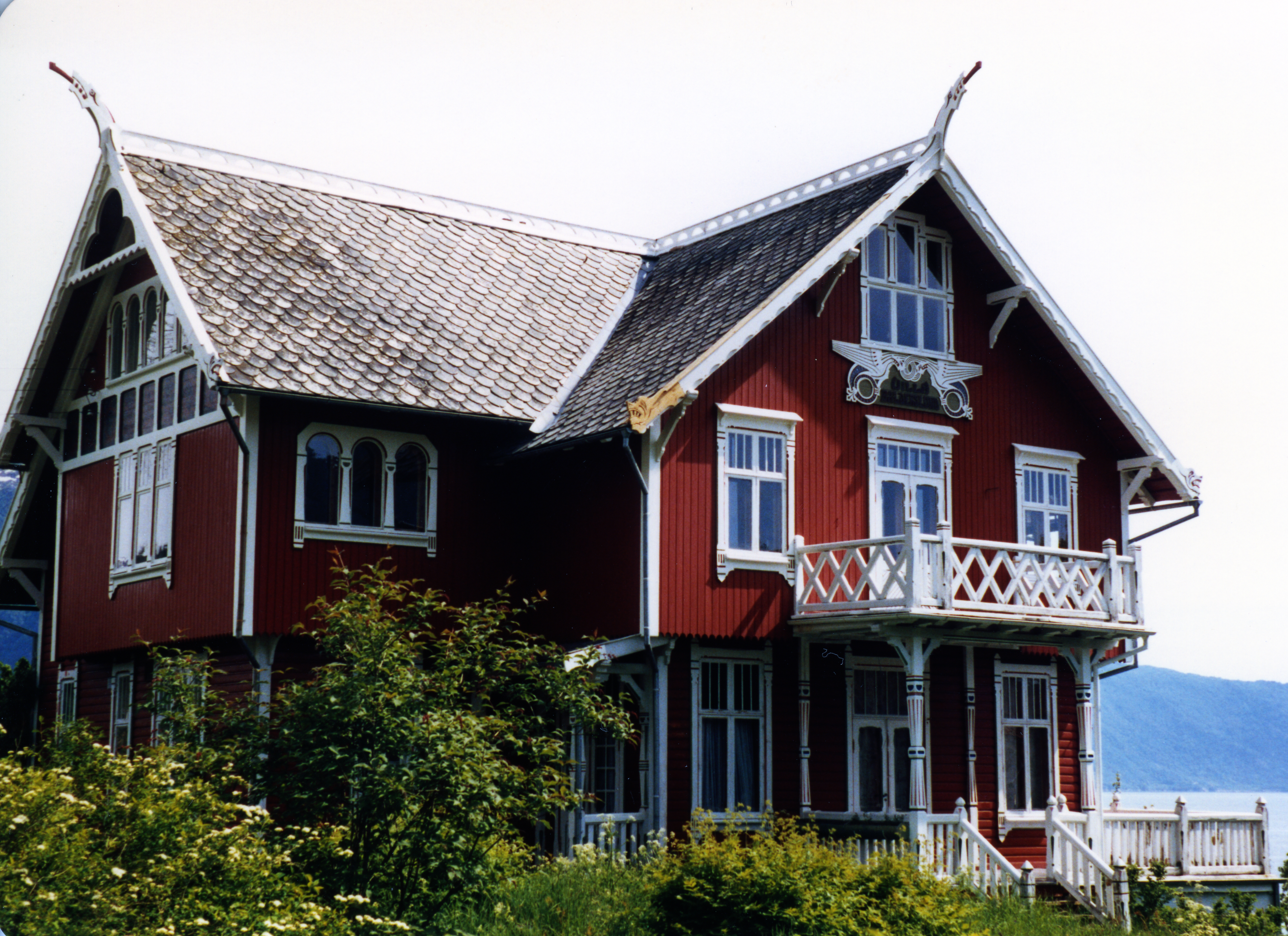
Villa Balderslund in Balestrand, gebouwd in 1907.
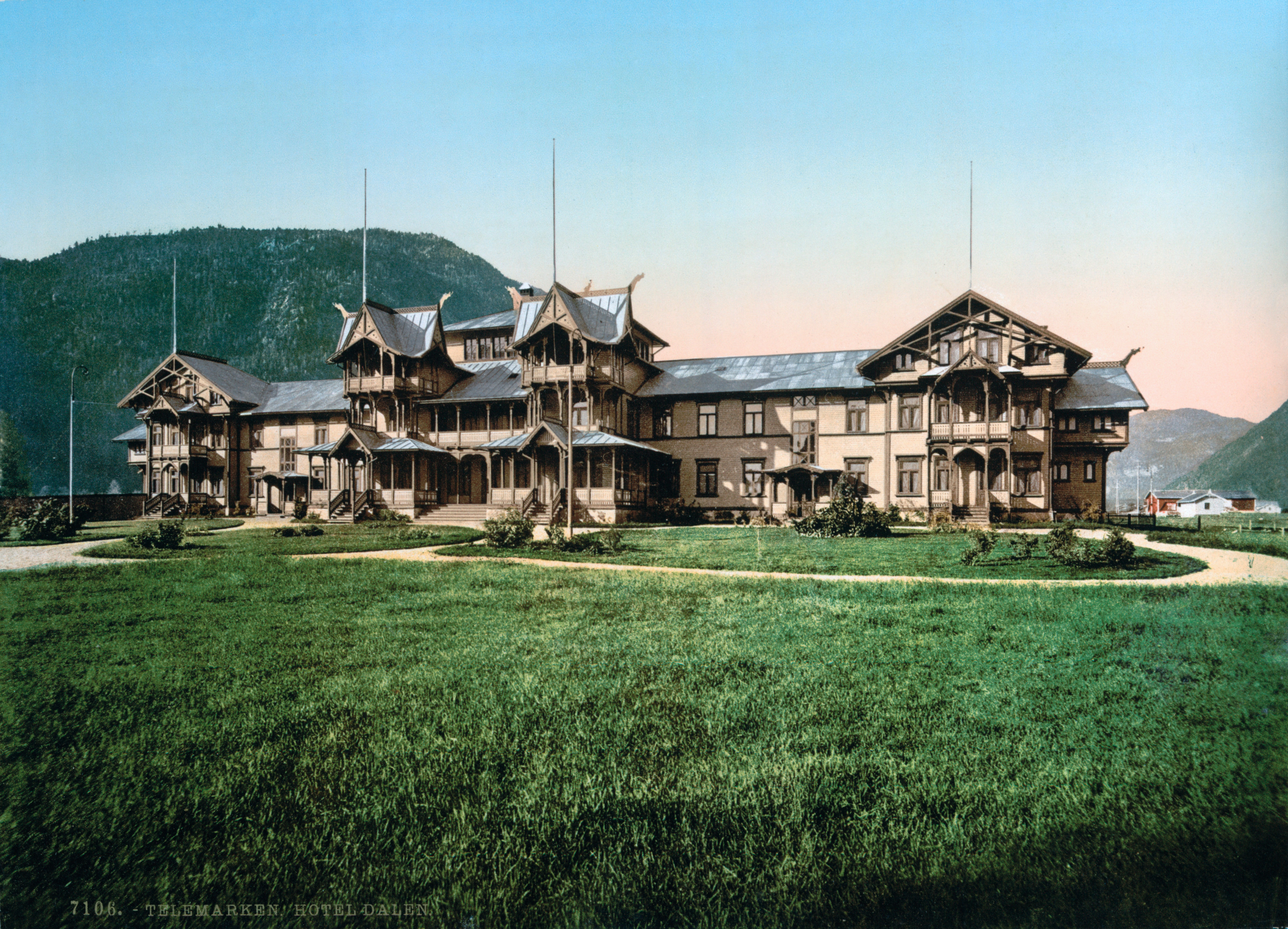
Dalen Hotel in Tokke, gebouwd in 1894.
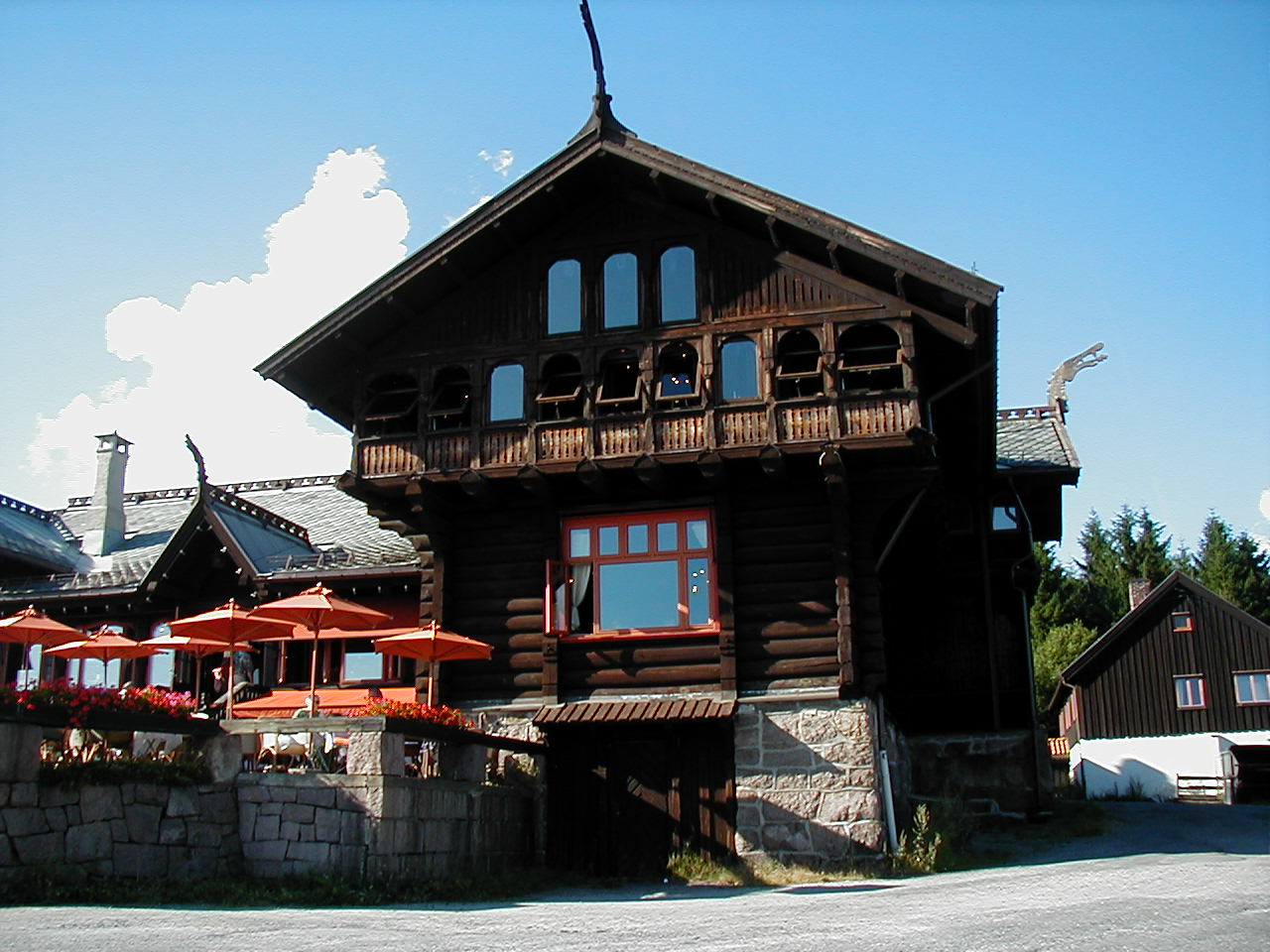
Restaurant Frognerseteren in Oslo, gebouwd in 1890.